# بسمة الشنيفي
بسمة نواف الشنيفي ولدت في 23 أبريل/نيسان 2009. هي لاعبة كرة قدم سعودية تلعب كلاعب خط وسط في الدوري السعودي للسيدات نادي النصر.

## المسيرة الكروية
بدأت الشنيفي اللعب مع نادي النصر (تحت 17 سنة) في النسخة الأولى من بطولة اتحاد جنوب آسيا للسيدات تحت 17 سنة. حصلت على جائزة هدافة البطولة.
وفي أغسطس/آب 2024، قرر نادي النصر تصعيد الشنيفي للفريق الأول، للمشاركة معهم في معسكر ماربيا بإسبانيا استعدادًا للدوري السعودي للسيدات 2024–25.
في 25 أغسطس/آب 2024، لعبت الشنيفي أول مباراة لها مع النصر في دوري أبطال آسيا للسيدات 2024–25 ضد مياوادي، حيث لعبت 90 دقيقة كاملة.
في 11 نوفمبر/تشرين الثاني 2024، سجلت الشنيفي هدفها الأول في الدوري في فوز 5-1 على إيسترن فليمز.

## المسيرة الدولية
في فبراير/شباط 2023، اختيرت الشنيفي للانضمام إلى فريق تحت 17 عامًا الأول لمواجهة الكويت في مباريات ودية مزدوجة. المساهمة في فوز فريقها الأول (3-2) بتسجيلها الهدف الثالث في الدقيقة 41. من الشوط الأول على ملعب جابر الأحمد الدولي بمدينة الكويت.
انضمت الشنيفي في 2 مارس/أذار 2024، إلى منتخب السعودية للسيدات تحت 20 سنة لكرة القدم مع المُدربة الاسكتلندية بولين هاميل استعدادًا للمُباراة الدولية الأولى ضد موريتانيا.

## الأوسمة
هدف الاسبوع في الدوري السعودي للسيدات الجولة الرابعة 2024، الجولة السابعة 2024.
هدافة بطولة كأس السعودية للسيدات تحت 17 سنة 2023-2024